# Yama Zatdaw
Yama Zatdaw (birmanisch ရာမဇာတ်တော်, jàma̰ zaʔ tɔ̀) das inoffizielle Nationalepos Myanmars, ist die burmesische Version des Ramayana und des Dasaratha Jataka. In Myanmar sind neun Teile des Yama Zatdaw bekannt. Der burmesische Name der Geschichte selbst ist „Yamayana“, während sich „Zatdaw“ auf das aufgeführte Stück oder die Zugehörigkeit zu den Jataka-Erzählungen des Theravada-Buddhismus bezieht.

## Geschichte

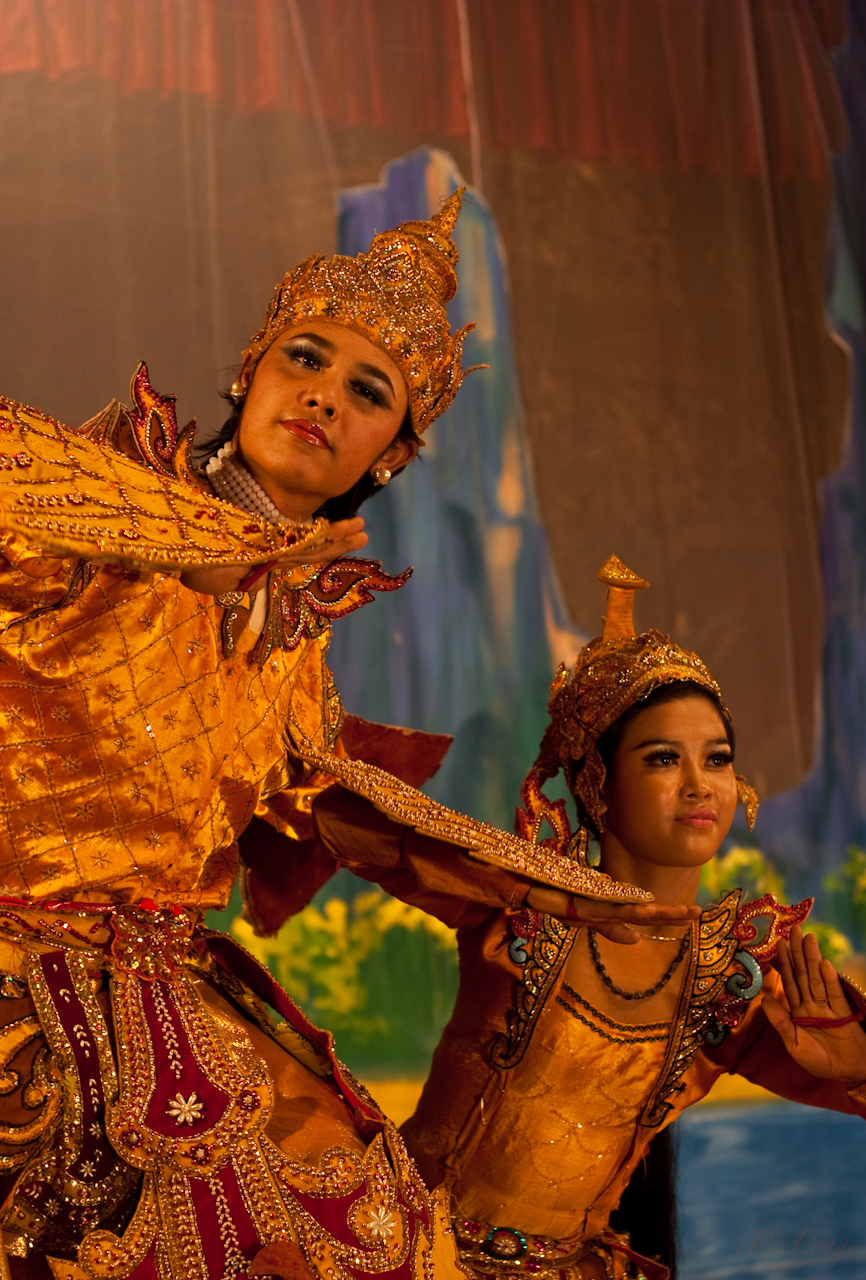
Rama (Yama) und Sita (Me Thida) in Yama Zatdaw, der burmesischen Version des Ramayana

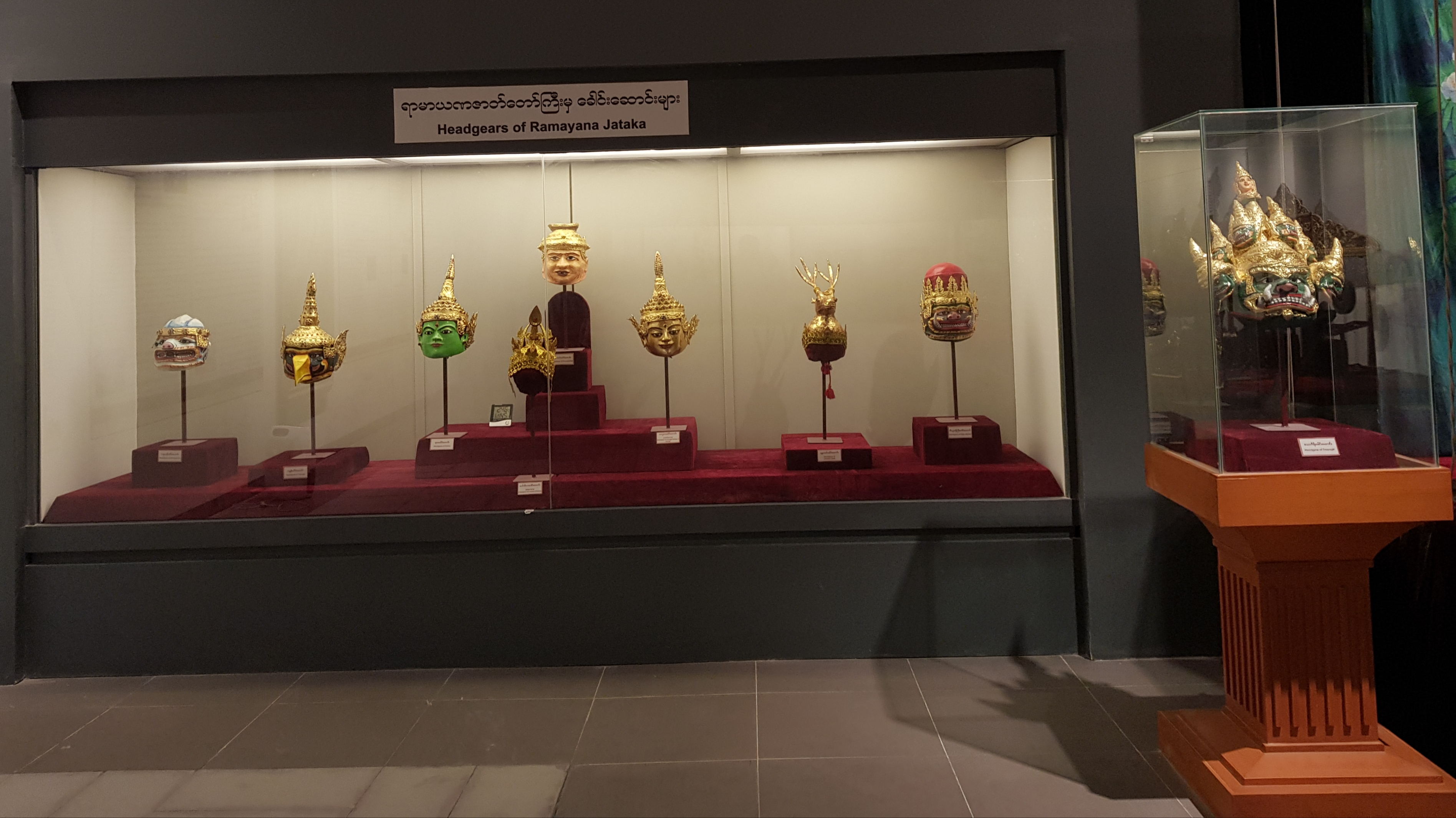
Kopfbedeckungen des Ramayana Jataka

Das Yama Zatdaw wurde seit der Regierungszeit von König Anawratha mündlich überliefert, obwohl nicht klar war, ob es sich bei der Geschichte um das originale Sanskrit-Epos Ramayana von Valmiki handelte oder nicht.
Die frühesten bildlichen Zeugnisse des Ramayana stammen aus der frühen Bagam-Zeit (ပုဂံပြည် Băgam pyi). In dem Nat-Hlaung-Kyaung-Tempel der Bagam-Zeit finden sich zwei Ziegelstein-Skulpturen von Rama und Parashurama, während die Hpetleik  Pagode Terracotta-Plaketten mit Szenen der Legende von Rama zeigt (als Teil des Dasaratha Jataka, einer Serie der buddhistischen Legenden).
Die frühesten literarischen Referenzen zum Ramayana hat ein pyo-Gedicht mit dem Titel Thuwunna-shan Thahte-khan Pyo. Es basiert auf dem Suvannasama Jataka und wurde von Shin Aggathamadi 1527 verfasst.
Das burmesische Ramayana wurde stark von Ayutthaya beeinflusst, weil in dieser Zeit Könige der Konbaung-Dynastie einfielen. Die Invasionen brachten oft Kriegsbeute mit, darunter Elemente des Ramakien (der thailändischen Version des Ramayana). Rama Thachin, eines der bekanntesten literarischen Werke Burmas, soll 1775 von U Aung Phyo verfasst worden sein. Es beginnt mit Bala Kanda und endet mit Yudha Kanda, wie in Valmikis Ramayana. Es gibt auch wichtige burmesische Literatur und klassische Musik im Zusammenhang mit dem Ramayana, die in dieser Ära entwickelt wurden, wie U Toes Yama yakan (Ramas Lied, ရာမရကန်) und Thida yakan (Sitas Lied, သီတာရကန်), beide geschrieben im Jahr 1784; Yama Pyazat (Ramayana Ballett, Ballett, ရာမပြဇာတ်) im Jahr 1789; und Kalay Yama wuthtu (Leben des jungen Rama, ကလေးရာမဝတ္ထ).
Die Adaption der Mon des Ramayana ist als „Loik Samoing Ram“ bekannt und wurde 1834 n.C. von einem buddhistischen Mönch namens Uttama verfasst. Der Autor der Mon-Version erklärte in seinem Vorwort, dass „Loik Samoing Ram“ hauptsächlich von der burmesischen Version abgeleitet sei. Die Mon-Version weist jedoch auch Bezüge zur thailändischen, javanischen und malaiischen Versionen auf und enthält eigene, einzigartige Episoden, die in der thailändischen, burmesischen oder malaiischen Version nicht zu finden sind.

## Figuren
Die Figuren des Yama Zatdaw haben dieselben Merkmale und Eigenschaften wie diejenigen im indischen Original. Die Kostüme sind jedoch eine Mischung aus bamarischen und thailändischen Elementen. Die Namen der Charaktere sind in der Regel burmesische Transliterationen der Sanskrit-Namen.
- Rama: „Yama“ (birmanisch ရာမ)
- Sita: „Thida“ (birmanisch မယ်သီတာ)
- Lakshmana: „Lakhana“ (birmanisch လက္ခဏ)
- Hanuman (birmanisch ဟနုမာန်)
- Parashurama: „Pashuyama“ (birmanisch ပသျှူးရာမ)
- Ravana: „Yawana“ (birmanisch ရာဝဏ) oder „Datha-giri“ (birmanisch ဒဿဂီရိ)
- Vali: „Bali“ (birmanisch ဘာလီ)
- Maricha: „Marizza“ (birmanisch မာရဇ္ဇ)
- Vibhishana: „Bibi-thana“ (birmanisch ဘိဘိသန)